# Kroon van Monomach

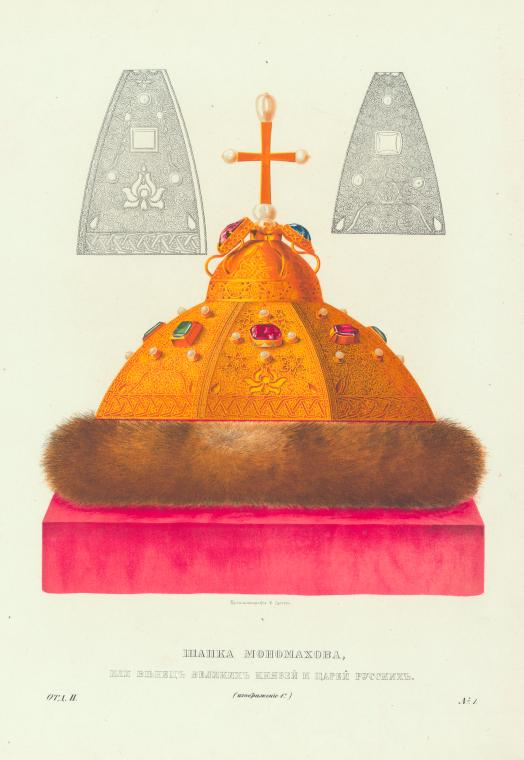
Tekening van de Kroon van Monomach (ca. 1830)

De muts van Monomach (Russisch: Шапка Мономаха, Sjapka Monomacha), ook genoemd de Kroon van Monomach, is een belangrijk symbool van de autocratische macht van de vorsten van Moskovië en Rusland.
Ze was in gebruik als officiële kroon van alle Grootvorsten van Moskovië en daarna van de Russische tsaren, vanaf Dimitri Donskoj tot Peter de Grote, en is de oudste van de gouden kronen die momenteel tentoongesteld worden in het Arsenaalmuseum van het Kremlin te Moskou.

## Historiek
De muts / kroon van Monomach werd vroeg in de 14e eeuw vervaardigd uit acht gouden cirkelsectoren, versierd met spiraal-, bloem- en stermotieven in gegranuleerd goud en getooid met parels en edelstenen. De kroon is onderaan afgezet met een ± 10 cm brede band in sabelbont. Bovenaan prijkt een knop, eveneens met parels en edelstenen getooid, en een eenvoudig gouden kruisje waarvan de armen met parels zijn afgezet.
Het hoofddeksel is vermoedelijk afkomstig uit Centraal-Azië. Dit feit heeft moderne onderzoekers geleid tot de interpretatie dat het gaat om een geschenk van Özbeg Khan van de Gouden Horde aan zijn zwager Ivan Kalita van Moskovië. De Russische historicus Boris Oespenski beweert dat het Tataarse hoofddeksel oorspronkelijk gebruikt werd bij kroningen van vorsten van Moskovië als symbool van hun onderwerping aan de Khan. Na de bevrijding van de Tataarse overheersing werd op een bepaald moment het hooddeksel getooid met een kruis.
In de periode dat Rusland langzaam herstelde van zijn innerlijke verdeeldheid, en Ivan III de Grote pogingen ondernam om zijn gezag te consolideren als rechtmatige erfgenaam van de Byzantijnse keizers, ontstond vermoedelijk de legende dat de kroon was geschonken door keizer  Constantijn Monomachus aan zijn kleinzoon Vladimir Monomach, de stichter van de stad Vladimir en grondlegger van de dynastie waartoe Ivan III behoorde. Deze legende paste in het kraam van Ivans politieke doctrine van "het Derde Rome". Zodoende raakte de kroon bekend als "Kroon van Monomach", een benaming die het eerst voorkwam in een Russisch document uit 1518. Het hele verhaal neemt echter een loopje met de historische realiteit, aangezien Vladimir Monomach op het moment dat Constantijn Monomachus overleed slechts twee jaar oud was, en nog lang geen grootvorst van Kiev.
De "Kroon van Monomach" werd sinds Ivan de Verschrikkelijke gebruikt bij de kroningsceremonie van de Russische tsaren. Dat gebeurde voor de laatste maal in 1682, toen tegelijk twee tsaren de troon bestegen. De oudste, Ivan V, droeg bij die gelegenheid de originele "kroon van Monomach", terwijl voor de jongere Peter (de Grote) een kopie werd vervaardigd, die er wel enigszins op leek, maar er inzake artistieke waarde ver op achterbleef. 
 De kroon zou sindsdien niet meer gebruikt worden, want toen Peter de Grote in 1721 de titel van tsaar verving door de meer Westerse titel van keizer, werd bij die gelegenheid ook de kroon van Monomach vervangen door de Russische Keizerskroon.